# 华东木蓝
华东木蓝（学名：Indigofera fortunei）为豆科木蓝属下的一个种。种名 fortunei 以英国植物学家Robert fortune（1813-1880）的名字命名。